# М59 (оклопни транспортер)
М59 (енгл. M59 armored personnel carrier) је америчко оклопно возило из 50-их година двадесетог века.
Уведен је у употребу средином 1954. године, као јефтинија замена за старији М75. Произвођен је до 1960. године, када је у употребу уведен М113. Процењује се да је укупно произведено 6300 примерака овог возила.
М59 је био основа за израду самоходног минобацача М84, и заједно са оклопним возилом М75 је служио као модел за развој једног од најпопуларнијих оклопних возила М113.

## Развој
Рад на оклопном возилу које би заменило М75 је започет крајем 1951. године, у сарадњи са ФМЦ Корпорацијом, која је произвела неколико нових модела. Као најбољи модел се показао прототип Т59 и прихваћен је од стране Армије САД под називом М59.
М59 је користио два мања камионска осмоцилиндрична мотора, а основи разлог је била јефтинија производња.
Иако је био мањи, јефтинији, и имао амфибијске способности, овај модел се није показао као идеално решење, пре свега због непоузданог електроенергетског система и слабе оклопне заштите.

## Корисници
- САД
- Бразил
- Етиопија
- Грчка
- Либан
- Турска
- Јужни Вијетнам